# Хазар (туркменский нефтяной проект)
Хазар — туркменский нефтегазовый проект, реализуемый в Балканской области по условиям соглашения о разделе продукции. Соглашение о разделе продукции, подписанное в 2002 году между правительством Туркменистана и Mitro International сроком на 25 лет.
В рамках проекта предусмотрена разработка нефти и газа в Балканской области. Район разработки включает в себя месторождения Восточный Челекен. Разведанные запасы блока составляют 100 млн тонн нефти и 100 млрд м³ газа.
Оператор проекта Хазара является туркменская нефтяная компания Туркменнефть. Иностранный партнер и инвестор проекта — компания Mitro International (48 %). Добыча нефти 2006 году составила 0,3 млн тонн.